# Młynary (województwo dolnośląskie)
Młynary – osada w Polsce, położona w województwie dolnośląskim, w powiecie górowskim, w gminie Wąsosz.
Wchodzi w skład sołectwa Pobiel.
Do 2024 r. miejscowość była osadą wsi Pobiel. W latach 1975–1998 osada należała administracyjnie do województwa leszczyńskiego.